# Cole Porter
Cole Albert Porter (9 de juny de 1891 – 15 d'octubre de 1964) va ser un compositor estatunidenc. Els seus treballs inclouen comèdies musicals com "Kiss Me Kate" (1948), basat en La feréstega domada de Shakespeare, Fifty Million Frenchmen i Anything Goes; així com cançons que han esdevingut clàssics com "Night and Day", "I Get a Kick out of You" o "I've Got You Under My Skin". Són característiques les seves lletres sofisticades, amb unes rimes intel·ligents i unes formes complexes. Va ser un des grans contribuents al Gran Cançoner Americà.

## Biografia
Cole Porter va néixer a Peru, Indiana, en una família episcopaliana.
El seu avi matern, James Omar "J.O." Cole era un especulador de carbó i de fusta, que dominava la família de la seva filla. La seva mare començà a educar-lo musicalment de ben petit: tocava el violí amb 6 anys, el piano amb 8 i va escriure la seva primera opereta (amb l'ajut de la seva mare) amb només 10 anys). La seva mare, Kate, va reconèixer i estimular el talent del seu fill (i va canviar la data de naixement de 1891 a 1893 per fer-lo semblar més precoç). El seu avi, J.O. Cole volia que el noi fos advocat, per la qual cosa assistí a la Universitat Yale des de 1909. Allà va ser membre de diverses fraternitats, i va escriure diverses cançons estudiantils, entre elles cançons d'animació pel futbol, que encara avui són cantades. Es calcula que va escriure unes 300 cançons mentre que estava a Yale.
Passà un any a la Universitat de Dret de Harvard el 1913, i passà a la Universitat d'Arts i Ciències. Una història apòcrifa diu que el degà de la universitat, davant la frustració de la manca de progressos de Porter, li digué que no perdés el temps estudiant lleis i que se centrés en la seva música. Porter li va fer cas.
A 1915 aparegué la seva primera cançó a Broadway, Esmeralda, a la revista Hands Up. El ràpid èxit va ser seguit immediatament per un fracàs: la seva primera producció a Broadway, See America First (1916), amb llibret de Lawrason Riggs, va ser un fracàs, tancant a les dues setmanes. Seguiren diversos fracassos més, davant dels quals Porter s'exilià a París, venent cançons i vivint una vida a tot tren.

### París i matrimoni
Porter treballava escrivint cançons quan els Estats Units van entrar a la I Guerra Mundial el 1917. Va viatjar per tot Europa, relacionant-se amb diversos dels intel·lectuals i artistes més reconeguts d'Europa.
Si bé no s'allistà, li encantava dir a la premsa que ho havia fet a la Legió Estrangera Francesa. En realitat, va treballar a la Fundació de Socors Duryera, i tenia diversos uniformes militars fets a mesura que es posava quan estava d'humor per fer-ho. La Legió Estrangera Francesa afirma, això no obstant, que Porter s'hi va allistar i mostra el seu retrat al seu museu d'Aubagne.
El 1918, Porter conegué a Linda Lee Thomas, una rica divorciada de Kentucky, 8 anys més gran que ell, amb la que es casà el 1919.

### Orientació sexual
Tot i que Porter sovint va ser fotografiat en braços de belles dones, i va estar casat durant 34 anys amb Linda Lee Thomas, s'especula amb el fet que era més homosexual que no pas bisexual. La parella se separà breument a inicis dels anys 30, i es creu que l'orientació sexual de Porter va ser cada cop més oberta durant la seva estada a Hollywood. Després que Porter quedés malferit en un accident d'equitació, Linda tornà amb el seu marit. Ell va tenir un affair el 1925 amb Boris Kochno, un poeta i llibretista rus. També es diu que va tenir una llarga relació amb Howard Sturges, amb Ed Tauch (per a qui Porter va escriure "Easy to Love"), amb el coreògraf Nelson Barclift (qui inspirà "You'd Be So Nice To Come Home To"), amb John Wilson, i durant tota la seva vida va ser amic de Ray Kelly, els fills del qual encara reben la meitat dels royalties de Porter.

### Inicis
A diferència de compositors contemporanis, com George Gershwin o Irving Berlin, Porter no va gaudir de l'èxit a Broadway quan va començar. Va viure a Europa sense estar-se de res, escrivint moltes cançons que posteriorment serien èxits.
Richard Rodgers, a la seva autobiografia, Musical Stages, comenta una anècdota sobre quan es trobà amb Cole a Venècia durant aquest període. Porter li tocà diverses de les seves cançons, i Rodgers, molt impressionat, es preguntava com és que Porter no era interpretat a Broadway, sense saber que Cole ja havia escrit diversos espectacles que havien acabat fracassant.
A finals dels 20, Porter tornà a Broadway.

### Tornada a Broadway
Porter tornà a Broadway amb el musical Paris (1928), que incloïa una de les seves grans cançons: "Let's Do It (Let's Fall in Love)". Després d'aquest, el següent va ser Fifty Million Frenchmen (1929), que incloïa diverses cançons com "You Do Something to Me" i "You've Got That Thing". El 30 de desembre de 1929 estrenà Wake Up i Dream, que incloïa la cançó "What Is This Thing Called Love?".
Començà la dècada dels 30 amb la revista The New Yorkers (1930), que incloïa una cançó sobre una meuca de carrer, "Love For Sale". La cançó es va considerar massa explícita per ser emesa per ràdio en aquells moments, però amb el temps s'ha convertit en un clàssic. Després arribà el darrer espectacle teatral de Fred Astaire, Gay Divorce (1932), en el que apareixia la que potser és la cançó més coneguda de Porter: "Night and Day".
El 1934, Porter va escriure el que seria la seva millor partitura d'aquest període: Anything Goes (1934). Entre les cançons que hi formen part hi apareixen "I Get a Kick out of You", "All Through the Night", "You're the Top" i "Blow, Gabriel, Blow", així com la cançó que dona nom a l'espectacle. Durant molts anys, els crítics compararien els posteriors espectacles de Porter a aquest, sempre desfavorablement. A més, Anything Goes va ser el primer espectacle de Porter en el que hi treballaria Ethel Merman, que en protagonitzaria 5.
Jubilee (1935), escrit amb Moss Hart durant un creuer al voltant del món no va ser un gran èxit, però incloïa dues cançons que han passat a formar part del gran cançoner nord-americà: "Begin the Beguine" i "Just One of Those Things". Red Hot I Blue (1936), amb Merman, Jimmy Durante i Bob Hope, incorporava "It's De-Lovely", "Down in the Depths (on the Ninetieth Floor)" i "Ridin' High".
Porter també va escriure per a Hol·lywood, incloent les partitures de Born To Dance (1936), que contenia "Easy to Love" i "I've Got You Under My Skin"; o de Rosalie (1937), amb "In the Still of the Night". També va compondre la cançó de cowboys "Don't Fence Me In" per a una pel·lícula que no es produí, però que esdevindria un èxit interpretat per Roy Rogers i Bing Crosby & The Andrews Sisters als anys 40.
Porter continuà el seu alt nivell de vida en aquest període, en què es relacionà amb noms com Elsa Maxwell, Monty Woolley, Beatrice Lillie, Ígor Stravinski i Fanny Brice. De fet, a moltes de les seves cançons menciona als seus amics. En el punt màxim del seu èxit, Porter gaudia anant a les estrenes dels seus musicals, fent tota una entrada fins a primera filera, i aparentment gaudint de l'espectacle com qualsevol altre membre del públic.
El 1937 va tenir un accident d'equitació que li trencà les cames i el deixà esguerrat i sempre més amb dolors. Porter Els metges van dir a la seva esposa i a la seva mare que se li hauria d'amputar la cama dreta, i possiblement també l'esquerra. Porter suportà més de 30 operacions a les cames i patí dolors la resta de la seva vida. El dolor li provocà una gran depressió, sent un dels primers a experimentar amb electro-shocks.

### Darrers anys
Tot i el dolor, Porter continuà escrivint espectacles de gran èxit. Leave It to Me! (1938) (amb Mary Martin cantant "My Heart Belongs to Daddy") Du Barry Was a Lady (1939), Panama Hattie (1940), Let's Face It! (1941), Something for the Boys (1943) i Mexican Hayride (1944) van ser grans èxits. Entre les cançons que les formen apareixen "Get Out of Town", "Friendship", "Make It Another Old-Fashioned Please", i "I Love You". Però les seves cançons ja no assolien grans èxits, i alguns crítics afirmaren que la seva música havia perdut màgia. Després de dos fracassos, Seven Lively Arts (1944) (amb "Ev'ry Time We Say Goodbye") i Around the World (1946), molts pensaren que la seva millor època ja havia passat.
El 1948, Porter va fer una gran tornada, escrivint el que va ser de lluny el seu espectacle de més èxit: Kiss Me, Kate. La producció guanyà el Premi Tony a Millor Musical, i Porter guanyà els premis a Millor Compositor i Lletrista. La partitura (generalment considerada com la millor de totes) incloïa "Another Op'nin' Another Show", "Wunderbar", "So In Love", "We Open in Venice", "Tom, Dick or Harry", "I've Come to Wive It Wealthily in Padua", "Too Darn Hot", "Always True to You in My Fashion", i "Brush Up Your Shakespeare". Porter tornava a estar al capdavant de tot.
Encara que el seu següent espectacle, Out Of This World (1950), no va tenir gaire èxit, el següent, Can-Can (1952) (que incloïa "C'est Magnifique" i "It's All Right with Me") va ser tot un èxit. La seva darrera producció a Broadway, Silk Stockings (1955), amb "All of You", també va ser un èxit.
Després del seu accident d'equitació, Porter seguí treballant a Hol·lywood, escrivint les partitures per a dues pel·lícules de Fred Astaire: Broadway Melody of 1940 (amb "I Concentrate on You") i You'll Never Get Rich (1941). Posteriorment escriuria les cançons pel musical de Vicente Minnelli The Pirate (1948), amb Gene Kelly i Judy Garland. La pel·lícula va perdre diners, i incloïa la deliciosa cançó "Be a Clown" (que posteriorment Donald O'Connor verisonaria a la cançó "Make 'Em Laugh" de la pel·lícula de 1952 Cantant sota la pluja. Alta societat (1956), protagonitzada per Bing Crosby, Frank Sinatra i Grace Kelly, tenia el que va ser el darrer gran èxit de Porter: "True Love". Va escriure les cançons per a Les Girls (1957), amb Gene Kelly. La seva darrera partitura va ser per a un especial de la CBS, Aladdin (1958); que Columbia Records llançaria en format LP.
Finalment, les seves ferides van poder amb ell. Després d'una sèrie d'úlceres i 34 operacions, la seva cama dreta va haver de ser amputada i substituïda per una ortopèdica el 1958. L'operació va ser després de la mort de la seva mare el 1952 i de la seva dona el 1954. A partir de 1958 ja no tornà a escriure cap cançó més, i va viure els seus darrers anys en una relativa reclusió.
Cole Porter va morir per una fallada renal a Santa Monica, Califòrnia, amb 73 anys. Fou enterrat al Cementiri de Mount Hope, al seu Peru natiu, entre la seva esposa i el seu pare.

## Tributs

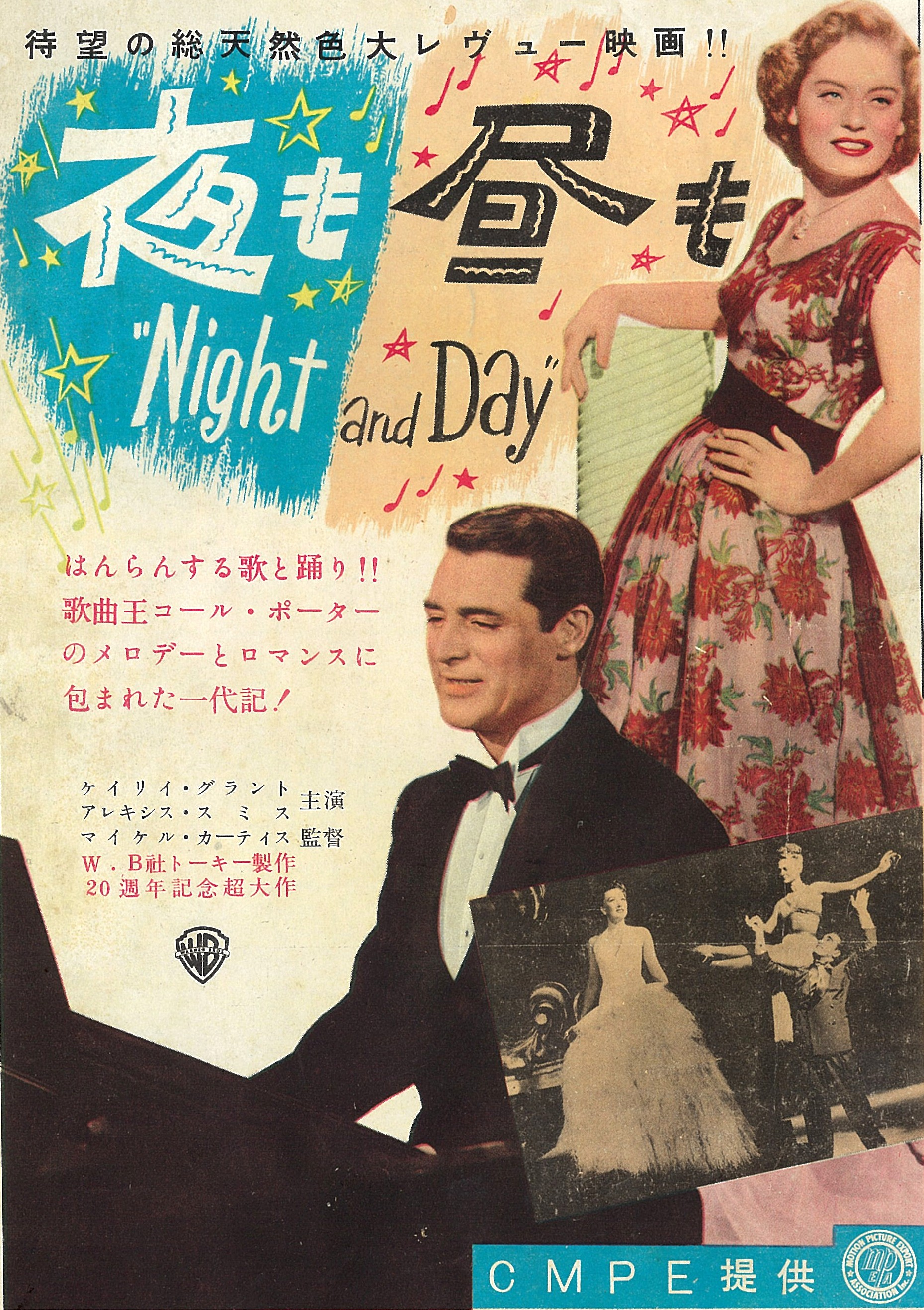
Cartell japonès de la pel·lícula Nit i dia

Al descans de l'Orange Bowl de 1991, entre Colorado i Notre Dame, Joel Grey encapçalà un gran nombre de cantants i ballarins en un tribut a Porter pel centenari del seu naixement. El programa s'anomenà "You'll Get a Kick Out of Cole".
El 1990, va llançar Red Hot + Blue amb 20 cançons de Porter, gravades per artistes com U2 i Annie Lennox, en un CD benèfic per la investigació de la SIDA.

### Llegat
S'han fet dues pel·lícules sobre la seva vida: la satanitzada Nit i dia (1946), de Michael Curtiz i protagonitzada per Cary Grant i Alexis Smith; i De-Lovely (004), d'Irwin Winkler i protagonitzada per Kevin Kline com Porter i Ashley Judd com Linda, molt més realista.
A la 37a edició dels Oscars, Judy Garland interpretà un de cançons de Porter. Era la primera cerimònia dels Oscars després de la mort de Porter.
El 1980, la música de Porter va ser usada pel musical Happy New Year, basat en l'obra Holiday, de Philip Barry.
La pel·lícula De-Lovely, dirigida per Irwin Winkler en 2004, narra la vida de Cole Porter en forma de musical.
El 2011 Woody Allen va escriure i dirigir Midnight in Paris on hi apareix el personatge de Cole Porter, interpretat per Yves Heck.

## Obra
Llistat de comèdies musicals i pel·lícules amb música de Cole Porter, amb les caçons famoses que inclouen:
- 1916: See America First
- 1919: Hitchy Koo Of 1919: «An Old Fashioned Garden»
- 1928: Paris: «Let's Do It, Let's Fall In Love»
- 1929: Wake Up And Dream: «What Is This Thing Called Love?»
- 1929: Fifty Million Frenchmen: «You Do Something To Me»
- 1930: The New Yorkers: «Love for Sale», «I Happen To Like New York»
- 1932: Gay Divorce: «After You, Who», «Night And Day»
- 1933: Nymph Errant: «Experiment», «The Physician», «It's Bad For Me»
- 1934: Anything Goes: «All Through the Night», «Anything Goes», «Blow Gabriel, Blow», «I Get A Kick Out Of You», «You're the Top»
- 1934: Adiós Argentina (projecte de pel·lícula): «Don't Fence Me In»
- 1935: Jubilee: «Begin the Beguine», «Just One Of Those Things»
- 1936: Red, Hot and Blue: «It's De-Lovely»
- 1936: Born to Dance (pel·lícula): «Down in the Depths», «Easy To Love (You'd Be So Easy To Love)», «I've Got You Under My Skin»
- 1937: Rosalie (pel·lícula): «In the Still of the Night»
- 1937: You Never Know: «At Long Last Love», «From Alpha To Omega»
- 1938: Leave It To Me: «From Now On», «My Heart Belongs to Daddy»
- 1939: Broadway Melody Of 1940: «Between You And Me», «I Concentrate On You», «I've Got My Eyes On You», «I Happen To Be In Love»
- 1939: Dubarry Was A Lady: «Do I Love You», «Well, Did You Evah!», «Friendship»
- 1940: Panama Hattie: «Let's Be Buddies», «Make It Another Old-Fashioned, Please»
- 1941: You'll Never Get Rich: «Dream Dancing», «So Near and Yet So Far»
- 1941: Let's Face It (pel·lícula): «Everything I Love», «I Hate You, Darling»
- 1942: Something for the Boys: «Could It Be You»
- 1942: Something To Shout About: «You'd Be So Nice To Come Home To»
- 1943: Mexican Hayride: «I Love You»
- 1944: Seven Lively Arts: «Every Time We Say Goodbye»
- 1946: Around the World in Eighty Days: «Look What I Found»
- 1947: The Pirate (pel·lícula): «Be a Clown»
- 1948: Kiss Me, Kate: «Another Op'nin', Another Show», «Brush Up Your Shakespeare», «I Hate Men», «So In Love», «Too Darn Hot»
- 1950: Out of This World (Broadway): «From This Moment On», «I Am Loved»
- 1953: Can-Can (musical): «I Am In Love», «I Love Paris», «C'est Magnifique»
- 1954: Silk Stockings: «All Of You», «Paris Loves Lovers»
- 1955: High Society (pel·lícula): «Mind If I Make Love To You», «True Love», «Who Wants To Be A Millionaire?», «You're Sensational»
- 1956: Les Girls: «Ca, C'est L'amour», «You're Just Too, Too»
- 1958: Aladdin (televisió): «Opportunity Knocks But Once»